# Club General Díaz
Il Club General Díaz, meglio noto come General Díaz, è una società calcistica paraguaiana con sede nella città di Luque. Milita nella División Profesional, la massima divisione del Campionato paraguaiano di calcio.

## Storia
Il General Díaz fu costituito il 22 settembre 1917 e il suo nome è un omaggio a José Eduvigis Díaz, che combatté nella guerra della triplice alleanza. 
Nel 2014 si qualificò per la prima volta nella sua storia a una competizione continentale, la Coppa Sudamericana, dove fu eliminato al secondo turno dai colombiani dell'Atlético Nacional a causa della regola dei gol in trasferta.

## Palmarès

### Competizioni nazionali
- División Intermedia: 1

2012

### Altri piazzamenti
- División Intermedia:

Secondo posto: 2007
- Paraguayan Tercera División:

Secondo posto: 2004, 2006